# Lesní požáry v jižní Kalifornii v lednu 2025
Dne 7. ledna 2025 vypukla na jihu Kalifornie série požárů. Postižena byla především oblast Los Angeles a sousední oblasti.

## Příčiny
Příčinami rozšíření požárů byly především dlouhotrvající sucho, silné nárazové větry (Santa Ana), velká hustota osídlení a kopcovitý terén. Důvody vzniku požárů jsou stále předmětem vyšetřování, pravděpodobné je např. vzplanutí od úderu blesku. Vyšetřována je také možnost žhářství, případně nedbalosti, zatím se ovšem nepotvrdila. Konkrétně byla vznesena obvinění proti společnosti Southern California Edison Company, která slíbila, že provede interní vyšetřování.

## Seznam požárů (výběr)

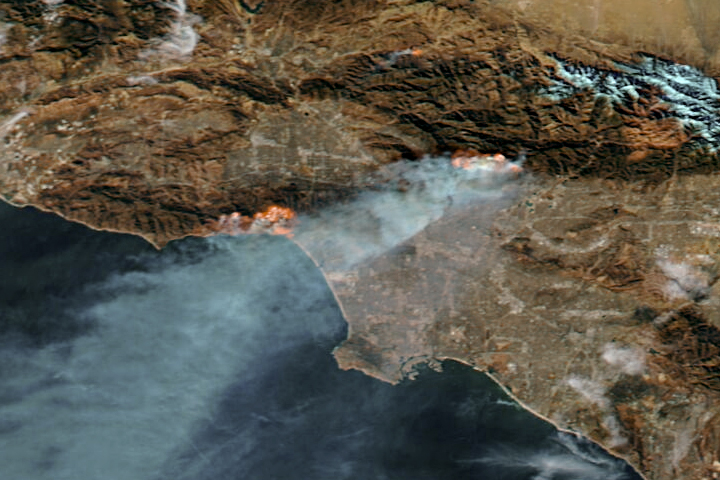
Satelitní snímek požárů v okolí Los Angeles 8. ledna 2025

| Název           | Okres                 | Plocha   | Vypuknutí požáru | Uhašení požáru | Zdroj       |
| --------------- | --------------------- | -------- | ---------------- | -------------- | ----------- |
| Palisades       | Los Angeles           | 9 594 ha | 7. ledna         | 100 %          | [ 8 ]       |
| Eaton           | Los Angeles           | 5 713 ha | 7. ledna         | 100 %          | [ 8 ]       |
| Hurst           | Los Angeles           | 323 ha   | 7. ledna         | 16. ledna      | [ 8 ]       |
| Lidia           | Los Angeles           | 160 ha   | 8. ledna         | 11. ledna      | [ 8 ]       |
| Sunset          | Los Angeles           | 17 ha    | 8. ledna         | 9. ledna       | [ 8 ] [ 9 ] |
| Woodley         | Los Angeles           | 12 ha    | 8. ledna         | 8. ledna       | [ 8 ]       |
| Kenneth         | Los Angeles           | 426 ha   | 9. ledna         | 12. ledna      | [ 8 ]       |
| Archer          | Los Angeles           | 7,7 ha   | 10. ledna        | 11. ledna      | [ 8 ]       |
| Miramar         | San Diego             | 6,1 ha   | 13. ledna        | 13. ledna      | [ 10 ]      |
| Auto            | Ventura               | 25 ha    | 13. ledna        | 17. ledna      | [ 11 ]      |
| Little Mountain | San Bernardino        | 14 ha    | 15. ledna        | 15. ledna      | [ 12 ]      |
| Pala            | San Diego             | 6,9 ha   | 21. ledna        | 21. ledna      | [ 13 ]      |
| Lilac           | San Diego             | 34 ha    | 21. ledna        | 22. ledna      | [ 14 ]      |
| Friars          | San Diego             | 6,1 ha   | 21. ledna        | 21. ledna      | [ 15 ]      |
| Clay            | Riverside             | 16 ha    | 21. ledna        | 100 %          | [ 16 ]      |
| Hughes          | Los Angeles / Ventura | 4 207 ha | 22. ledna        | 100 %          | [ 17 ]      |
| Sepulveda       | Los Angeles           | 18 ha    | 23. ledna        | 24. ledna      | [ 18 ]      |
| Laguna          | Ventura               | 38 ha    | 23. ledna        | 100 %          | [ 19 ]      |
| Border 2        | San Diego             | 2 539 ha | 23. ledna        | 100 %          | [ 20 ]      |
| Gibbel          | Riverside             | 8,1 ha   | 23. ledna        | 100 %          | [ 21 ]      |

## Následky
K 24. lednu 2025 měly požáry nejméně dvacet osm potvrzených obětí. Nejméně patnáct tisíc budov bylo zničeno nebo poškozeno a více než 300 000 lidí se muselo evakuovat. Do hašení požárů se zapojilo více než čtrnáct tisíc hasičů, 1150 hasičských vozů a šedesát hasicích letounů.

### Poškození budov
Nejméně patnáct tisíc budov bylo zničeno nebo poškozeno. V oblasti Pacific Palisades shořely domy některých celebrit (např. Anthony Hopkins, Paris Hilton, Adam Brody), plameny také zachvátily známé čtvrti Hollywood Hills a Studio City.

### Rozsah škod
Podle odhadu JPMorgan dosáhly škody dvaceti miliard dolarů. Společnost CoreLogic vyčíslila škody na pojištěném majetku na 35 až 45 miliard dolarů.

### Uzavření škol
Nejméně 19 školních okrsků v Los Angeles oznámilo uzavření škol.

### Rabování
K 13. lednu bylo nejméně dvacet devět osob zatčeno kvůli rabování v poničených oblastech. Dva lidé se vydávali za hasiče, aby mohli vniknout do domů. V některých oblastech byly nasazeny jednotky Národní gardy.

## Odezva

### Mezinárodní pomoc
Mexiko a Kanada poskytly pomoc při hašení.

## Reakce
Na městský podnik Los Angeles Department of Water and Power byla podána žaloba za špatné spravování zásob vody.
Guvernér Kalifornie nařídil nezávislé vyšetřování nízkého tlaku v hydrantech.